# Malus chitralensis
Malus chitralensis är en rosväxtart som beskrevs av I.T. Vassilczenko. Malus chitralensis ingår i släktet aplar, och familjen rosväxter. Inga underarter finns listade i Catalogue of Life.